# 이매패류
이매패류(二枚貝類)는 이매패강에 속하는 연체동물의 총칭이다. 좌우대칭 두 장의 껍데기를 가지고 있어서 이매패라고 한다. 머리 부분이 없기 때문에 촉각·치설은 없지만 일부는 외투안이라 불리는 눈 구조가 외투막 가장자리에 있다. 다리는 도끼 모양을 하고 있어 물 밑바닥이나 땅 속을 파고 들어가기에 알맞으며 두 쌍의 넓은 아가미가 있다. 조개·굴·대합·홍합·꼬막·재첩·붉은맛·호두조개·가리비·말조개·긴네모돌조개·펄조개 등을 포함하여 약 30,000여 종이 있다.

## 하위 분류
다음은 Newell이 1969년 제시한 이매패강의 분류 체계이다.
- 이인대아강(Anomalosdesmata)
  - 석공조개목(Pholadomyoida)
- 음치아강(Cryptodonta)
  - 비단조개목(Solemyoida)
- 이치아강(Heterodonta)
  - 우럭목(Myoida) 또는 계화도조개목
  - 백합목(Veneroida)
- 고이치아강(Paleoheterodonta)
  - 석패목(Unionoida)
- 고다치아강(Palaeotaxodonta)
  - 애호두조개목(Nuculoida)
- 익형아강(Pteriomorphia)
  - 돌조개목(Arcoida)
  - 굴목(Ostreoida) - 이전에는 진주조개목(Pterioida)에 포함.
  - 가리비목 (Pectinida)
  - 담치목(Mytiloida)
  - 외투조개목(Limoida)
  - 진주조개목(Pterioida)
  - † Cyrtodontoida
  - † Praecardioida

아가미의 생김새에 따라 나누는 분류법도 있다. 이에 따르면 이매패강은 사새아강·원새아강·진판새아강으로 나뉘는데, 각각 위 분류의 고이치아강과 은치아강·익형아강·나머지들에 해당한다. 프랑은 진판새아강으로부터 격새아강을 나눴는데 그렇게 되면 진판새아강이 측계통군처럼 보이게 된다.